# Aveva
AVEVA — британская компания, разработчик комплексных IT решений для проектирования, инжиниринга и управления проектами в нефтегазовой, энергетической, химической и судостроительной промышленности.
1 марта 2018 года компания "Aveva" была поглощена французским электротехническим холдингом "Schneider Electric", который приобрел 60 процентный пакет акций британской компании.

## История компании
Первоначальное название компании — CADcentre. Основанная в 1967 году на базе Кэмбриджского университета, компания занималась компьютеризацией британской промышленности и разработкой новых методов проектирования. Позднее открытия и находки узкого круга инженеров и программистов CADcentre были представлены рынку — у технологий появились первые пользователи. Решения совершенствовались, часто «затачивались» под нужды конкретной компании-пользователя, в них добавляли новые возможности. В 1976 году на выставке ACHEMA в Германии впервые было представлено публике флагманское решение компании PDMS (Plant Design Management System).
В 1988 году CADCentre представляет Review — инструмент трехмерной визуализации, позволяющий заглянуть внутрь трехмерной модели и перемещаться внутри виртуальной среды.
В 2001 году CADCentre изменила название на AVEVA.
В 2004 году AVEVA приобрела компанию Tribon (технологии для судостроения). В этом же году было выпущено решение по управлению данными проекта через web-интерфейс (Aveva NET).
В 2005 году AVEVA приобретает компанию-создателя технологии VizStream RealityWave, Inc.
Клиентами AVEVA являются крупнейшие компании мирового рынка, такие как Aker Solutions, Alstom, AMEC, Areva NP, Babcock Marine, BASF, Chevron, China National Nuclear Co (CNNC), China Power Engineering Consulting Group Co. (CPECC), CNOOC Offshore Oil Engineering, Daewoo Shipbuilding & Marine Engineering, EDF, ExxonMobil, Foster Wheeler Power Group, Harland & Wolff, Hyundai Heavy Industries, Jacobs, Mitsubishi Heavy Industries, SBM, Shell, Sinopec Engineering, Statoil, TKMS — ThyssenKrupp Marine System, Uhde, VT Shipbuilding, Wood Group (Alliance & Mustang), Worley Parsons и многие другие.

## Деятельность
Основные направления деятельности компании отражены в трёх линейках решений AVEVA:
- AVEVA Plant: технологии для проектирования промышленных объектов;
- AVEVA Marine: технологии для проектирования объектов судостроения;
- AVEVA NET: технологии для управления и консолидации инжиниринговой информацией любого типа объекта.

## AVEVA в России
В январе 2007 года AVEVA открыла официальный офис на территории РФ.
В октябре 2017 года головной офис AVEVA открылся по адресу Павловская д.7 БЦ "Павловский".

## Собственники и руководство
- Ричард Лонгдон — исполнительный директор AVEVA Group Plc
- Пол Тэйлор — финансовый директор AVEVA Group Plc